# Tatort: Die robuste Roswita
Die robuste Roswita ist ein Fernsehfilm aus der Krimireihe Tatort. Der vom MDR produzierte Beitrag wurde am 26. August 2018 im Ersten ausgestrahlt. In dieser 1064. Tatort-Folge ermitteln die Weimarer Kommissare Lessing und Dorn in ihrem siebten Fall.

## Handlung
Ein scheinbar belangloser Verkehrsunfall führt die Kommissare Dorn und Lessing zur traditionsreichen Kloßmanufaktur Hassenzahl. Der Fahrer des Firmenwagens hat offensichtlich Unfallflucht begangen. Um dessen Identität zu klären, wollen Dorn und Lessing mit dem Geschäftsführer sprechen, der jedoch nicht auffindbar ist. Die Blutspur von seinem Büro bis zu einem Schockfroster verheißt nichts Gutes. Das Endprodukt dieser Maschine ähnelt dem Material, das im Unfalltransporter gefunden wurde. Ein entsprechender DNS-Test lässt dann keinen Zweifel am Tod von Christoph Hassenzahl. Dieser war vor sieben Jahren in den Brennpunkt polizeilicher Ermittlungen geraten, als er kurzzeitig des Mordes an seiner spurlos verschwundenen Ehefrau Roswita verdächtigt wurde. Kaum ist sein Tod öffentlich bekannt geworden, taucht sie urplötzlich körperlich unversehrt, noch leicht verwirrt, wieder auf. Ihre Erinnerung ist lückenhaft: Sie meint, vor sieben Jahren nach einem Streit im Hainich auf den Kopf gefallen zu sein; dort sei sie von Roland Schnecke, einem ihr unbekannten, liebenswerten Mann gefunden worden, lebe seitdem bei ihm und betreibe mit ihm die Toilette der Tankstelle in Stadtroda. Nach der Radiomeldung am Morgen sei ihr Gedächtnis blitzartig zurückgekehrt.
Die Suche nach einem Mordmotiv und möglichen Feinden Hassenzahls führt die Ermittler zuerst zu dessen Hauptlieferanten, dem Kartoffelbauern Thomas Halupczok. Beide hatten sich seit der Schulzeit gekannt, in jüngster Zeit aber in Streitigkeiten verwickelt, die vor Gericht endeten. Halupczok unterlag und wurde so an den Rand des Ruins getrieben. Eine weitere Verdächtige ist Marion Kretschmar, die Einkaufsleiterin einer Supermarktkette und Hauptabnehmerin von Hassenzahls Klößen. Wegen unterschiedlicher Preisvorstellungen hatte sie den Vertrag mit ihm jüngst gekündigt. Dem ging eine angeblich positive Laboruntersuchung der Klöße auf illegal verwendete Gen-Kartoffeln voraus.
Aber auch Roswita Hassenzahl, die über Nacht „von der Kloßkönigin zur Königin der Klos“ abgestiegen war, erscheint Dorn verdächtig. Dieser Ermittlungsansatz ist am Ende auch zielführend, doch hatte die Ehefrau nicht selber Hand angelegt, sondern das Ganze geschickt eingefädelt. Sie hatte ihr Gedächtnis nämlich schon fünf Monate früher zurückgewonnen, und zwar als Schnecke ihr einen „Soßkloß“ vorsetzte (einen Kloß, bei dem die Soße „schon drin“ ist) – eine Innovation, die ihr selbst einst vorschwebte. Das half ihrer Erinnerung auf die Sprünge: Ihr Mann hatte seinerzeit gemeinsame Sache mit Halupczok und Kretschmar gemacht und eine nicht zugelassene Kartoffelsorte – die robuste Roswita – angebaut und vertrieben. Als sie das Trio zur Rede stellte, folgte der Schlag auf den Kopf; Halupczok hatte sie mit einem Feuerlöscher niedergestreckt. Im Glauben, sie sei tot, vergrub man sie nur oberflächlich im Hainich; sie kam wieder zu sich und irrte durch den Wald, wo sie auf Schnecke stieß.
Nachdem Roswita Jahre später ihr Gedächtnis wiedergefunden hatte, sann sie auf Rache und setzte sie mit Schneckes Hilfe in die Tat um. Zunächst brachten sie Halupczok dazu, dass er in seinem Groll Christoph Hassenzahl tötete; dann schürten sie zwischen Kretschmar und Halupczok so tiefes Misstrauen, dass beide sich mit dem Gift, das eigentlich dem anderen zugedacht war, selbst richteten. Ob es den Ermittlern letztlich gelingt, Roswita Hassenzahl und Roland Schnecke nachzuweisen, dass sie sich der Anstiftung zum Mord schuldig gemacht haben, lässt der Film offen.

## Hintergrund
Der Film wurde vom 7. November 2017 bis zum 6. Dezember 2017 in Weimar und Umgebung gedreht.

## Rezeption

### Einschaltquoten
Die Erstausstrahlung von Die robuste Roswita am 26. August 2018 wurde in Deutschland von 8,57 Millionen Zuschauern gesehen und erreichte einen Marktanteil von 26,9 Prozent für Das Erste.

### Kritiken
Rainer Tittelbach meinte, diese Folge sei an „narrativer und ästhetischer Dichte […] kaum zu überbieten“. Sie gehe nicht nur als Komödie, sondern auch als Krimi auf, da der „auf den ersten Blick völlig durchgeknallte“ Plot am Ende alles erzähllogisch zusammenfüge und den Blick freigebe auf „einen komplexen, aber durchaus plausiblen Intrigantenstadl.“
Bei der Augsburger Allgemeinen war zu lesen: „Längst kann der Tatort aus Weimar mit dem aus Münster konkurrieren. Was die Originalität der Kriminalfälle angeht, sind die Ermittler aus Thüringen den Kollegen aus dem Westen sogar überlegen. Man muss erst einmal auf eine Geschichte wie ‚Die robuste Roswita‘ kommen, um – rein in die Kartoffeln, raus aus den Kartoffeln – hinter das Geheimnis zu kommen, das eine billige, gen-verseuchte Knolle birgt.“
Christian Buß kommentierte auf Spiegel Online, die Stammautoren des Weimar-„Tatorts“ setzten auf Situationskomik statt auf Plausibilität – die Geschichte sei „arg salopp“. Am besten funktioniere diese Folge daher, „wenn in Verhör- oder Analyse-Momente die Konventionen des Fernsehkrimis für einen Wimpernschlag rhetorisch oder handlungstechnisch ins Groteske verschoben“ würden.
Anne Burgmer kritisierte in der Berliner Zeitung: „Nora Tschirner und Christian Ulmen hatten sichtlich Spaß an dem absurden Fall und kalauerten sich durch die Geschichte von Murmel Clausen und Andreas Pflüger. Zum Glück überzeugten auch die restlichen Schauspieler. Wunderbarer Blödsinn, der bestens unterhielt.“
Ähnlich wertete Markus Giese von der Münchner Abendzeitung: „Eine Spurensuche zwischen Liebe, Gier und Vertuschung mit den liebenswürdigen Sidekicks Stich (Thorsten Merten) und Lupo (Arndt Schwering-Sohnrey) und einem kuriosen Ende, an dem sich alles irgendwie von selbst regelt. Das macht Spaß – wenn man von vornherein bereit ist, auf Tiefgang zu verzichten.“

## Trivia
Der Merkreim, mit dem Thomas Halupczok sich einprägt, auf welchem Teller der vergiftete Kloß liegt, ist eine Hommage an die US-amerikanische Filmkomödie Der Hofnarr (1955) mit Danny Kaye, in dem die Hauptfigur sich einprägen muss, welcher Weinbecher Gift enthält. Hierzu kommt folgender Reim zum Tragen:
„Der Wein mit der Pille ist in dem Becher mit dem Fächer, der Pokal mit dem Portal hat den Wein gut und rein.“